# Adam von Sierakowski
Adam Graf von Sierakowski (* 21. Februar 1846 in Groß-Waplitz; † 12. März 1912 ebenda) war Jurist, Rittergutsbesitzer und Mitglied des Deutschen Reichstags.

## Leben

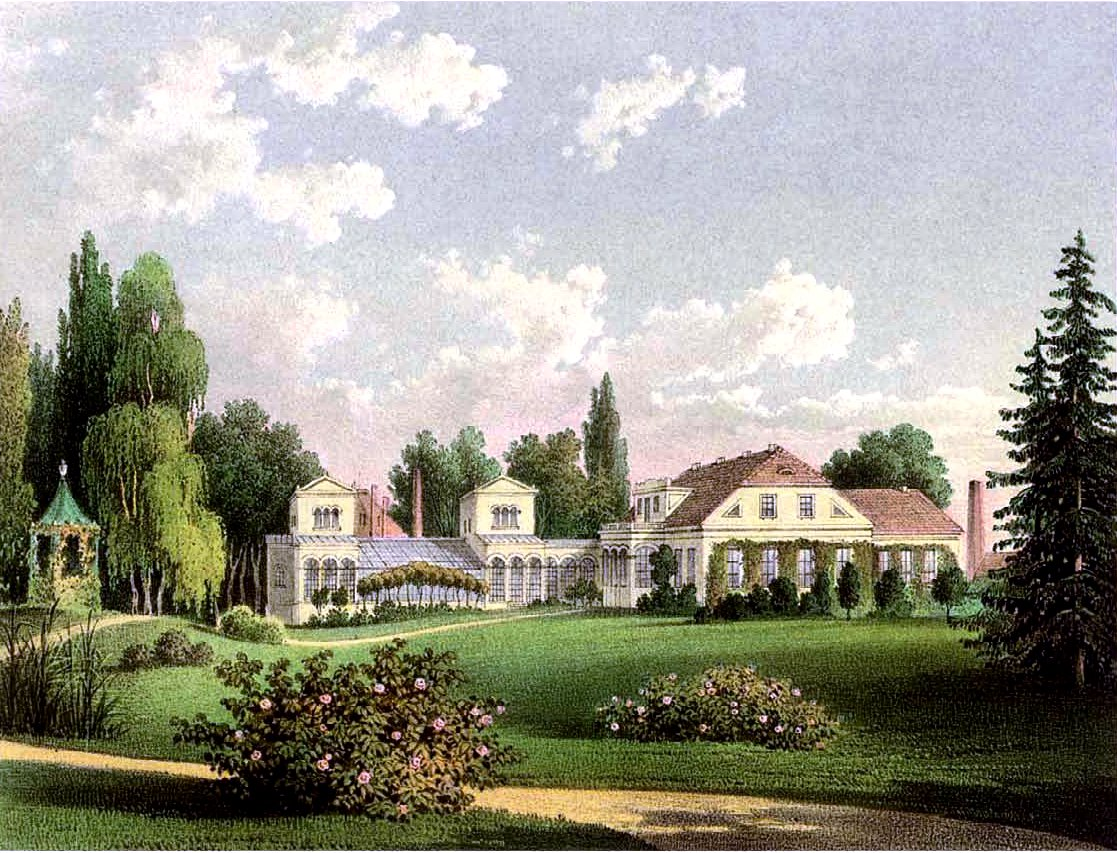
Gut Waplitz um 1860, Sammlung Alexander Duncker

Sierakowski besuchte das Gymnasium in Posen und studierte Rechtswissenschaften an den Universitäten in Berlin, Heidelberg und Bonn. Anschließend sammelte er ein Jahr Praxis am Teltower Kreisgericht in Berlin. 1868 unternahm er eine Reise nach Algier und 1872/73 eine Reise nach Ostindien und Java. Er war Rittergutsbesitzer auf Waplitz und Landschaftsdeputierter, Kreistagsabgeordneter und Amtsvorsteher im Kreis Stuhm.
Von 1877 bis 1881 war er Mitglied des Deutschen Reichstags für den Reichstagswahlkreis Regierungsbezirk Danzig 5 und die Polnische Fraktion.